# 莫戈恰河
57°59′28″N 36°25′22.1″E / 57.99111°N 36.422806°E
莫戈恰河（俄语：Могоча），是俄羅斯的河流，位於該國西部特維爾州，與梅列恰河匯流而成奧先河，河道全長106公里，流域面積1,880平方公里，在每年十一月下旬至四月上旬結冰。